# Emilia Hiżowa
Emilia Hiżowa z domu Elżanowska, ps. Barbara (ur. 27 lutego 1895 w Brześciu, zm. 1 lipca 1970 w Warszawie) – polska architektka, działaczka społeczna i polityk, członek Prezydium Rady Pomocy Żydom przy Delegaturze Rządu na Kraj „Żegota”, posłanka do Krajowej Rady Narodowej, w latach 1947–1952 posłanka na Sejm Ustawodawczy RP.

## Życiorys
Urodziła się na Polesiu jako córka generała Kazimierza Elżanowskiego. W młodości mieszkała w Petersburgu, gdzie ukończyła gimnazjum Katarzyny II oraz Wydział Architektury Politechniki (1919). Już jako uczennica i studentka zajmowała się praca społeczną: pomagała przytułkowi dla sierot przy Towarzystwie Dobroczynności w Petersburgu, nauczała tam m.in. języka polskiego oraz organizowała zbiórki. W stolicy Rosji związała się z narodową organizacją „Zet”. Podczas studiów należała do Polskiej Kasy Pomocy Studentom, towarzystwa „Spójnia” oraz Kuchni Studenckiej. W Petersburgu poznała doktora Mieczysława Michałowicza. W 1915 wzięła ślub z dziennikarzem i literatem Tadeuszem Leonem Hiżem (1883–1945). Mieli synów Stanisława (1915−1999) i Henryka (1917−2006).
Po odzyskaniu przez Polskę niepodległości powróciła w jej okrojone granice w 1920. Pracowała w dziale budowlanym Warszawskiej Dyrekcji Kolejowej kierowanym przez Romualda Millera oraz Biurze Budowy Gmachu Związku Zawodowego Kolejarzy. Wraz z Millerem zaprojektowała m.in. obecny budynek szpitala klinicznego (dziecięcego) im. prof. M. Michałowicza przy ul. Litewskiej 14/16 w Warszawie. Od 1920 należała do Stowarzyszenia Architektów Rzeczypospolitej Polskiej, z którego wystąpiła w 1938 z powodów politycznych. W 1936 zaangażowała się w tworzenie warszawskiego Klubu Demokratycznego, którego była sekretarzem komisji rewizyjnej. W październiku 1938 została wybrana delegatką na zjazd założycielski Stronnictwa Demokratycznego. W wyborach samorządowych 1939 kandydowała ze wspólnej listy PPS i SD w Warszawie, jednak mandatu nie uzyskała. Od 1939 zasiadała w Radzie Naczelnej Stronnictwa.
W czasie wojny pracowała w Biurze Projektów Odbudowy Gmachu PZUW przy ul. Kopernika w Warszawie. W 1940 wraz m.in. z Romualdem Millerem znalazła się wśród członków SD – Polskiej Organizacji Demokratycznej. 4 grudnia 1942 weszła w skład Prezydium Rady Pomocy Żydów przy Delegaturze Rządu na Kraj „Żegota”. W lecie 1943 stała na czele Referatu Mieszkaniowego Żegoty, a od października 1943 do lipca 1944 była szefową Referatu Lekarskiego. Miała znaczący udział w powstaniu systemu schronów dla ukrywającej się po aryjskiej stronie ludności żydowskiej. Udostępniła Żydowskiej Organizacji Bojowej plany kanalizacyjne Warszawy. W lipcu 1943 przystąpiła do Stronnictwa Polskiej Demokracji (SPD), które dystansowało się od polityki rządu w Londynie. W 1944 wzięła udział w powstaniu warszawskim jako dowódczyni plutonu kobiecego Połączonych Sił Zbrojnych Armii Ludowej, Polskiej Armii Ludowej i Korupsu Bezpieczeństwa (w randze podporucznika).
Po II wojnie światowej pracowała w Pracowni Konserwacji Zabytków oraz Dyrekcji Odbudowy Warszawy. Od 1948 do 1953 przewodniczyła Zarządowi Budowy Gmachów Sejmu ustawodawczego RP. Zasiadała w Krajowej Radzie Narodowej. Od 1945 do 1946 była wiceprzewodniczącą CK SD. W 1947 uzyskała mandat posłanki na Sejm Ustawodawczy z listy państwowej tzw. Bloku Demokratycznego. Była również radną MRN i WRN w Krakowie. Po 1952 na fali walki z tzw. odchyleniem prawicowo-nacjonalistycznym została wykluczona z SD, jednak po 1956 członkostwo przywrócono. Od 1962 zasiadała ponownie w Radzie Naczelnej. Do końca życia była członkiem honorowym SD.
Została pochowana na cmentarzu Powązki Wojskowe w Warszawie (kwatera 19B-6-21).

## Odznaczenia
- Order Krzyża Grunwaldu III klasy (1946)[8]
- Krzyż Oficerski Orderu Odrodzenia Polski[9]